# Reinhold Müller (Politiker)
Reinhold Otto Müller (* 8. Juli 1875 in Kaltenborn; † 16. Januar 1940 in Greiz) war ein deutscher Beamter und Politiker.

## Leben
Müller war der Sohn des Gutsbesitzers Friedrich Julius Müller aus Kaltenborn und dessen Ehefrau Minna Hulda geborene Öhler. Müller, der evangelisch-lutherischer Konfession war, heiratete am 19. November 1900 in erster Ehe in Lobenstein Marie Karoline Therese Zien (* 24. September 1878 in Lobenstein; † 30. Juni 1921 in Triebes), die Tochter des Weißbäckers Christian Heinrich August Zien in Lobenstein. In zweiter Ehe heiratete er am 3. März 1933 in Gera die Stenotypistin Gertrud Elisabeth Klöpfel (* 25. Dezember 1912 in Tribes), die Tochter des Weichenwärters Ferdinand Richard Klöpfel.
Müller leistete 1894 bis 1896 den Vorbereitungsdienst für Gerichtsschreiber am gemeinschaftlichen Landgericht Gera und danach bis 1897 bei der Staatsanwaltschaft Gera. Nach der bestandenen Gerichtsschreiberprüfung im März 1897 war er seit dem 1. Juli 1897 Gerichtsschreiberanwärter am Amtsgericht Lobenstein. 1897 bis 1898 leistete er Militärdienst. 1898 bis 1902 war er Gerichtsschreibergehilfe am Amtsgericht Lobenstein und danach zweiter Assistent am fürstlichen Rechnungsbüro Lobenstein. Ende November 1904 schied er auf eigenen Wunsch aus dem Staatsdienst aus und wurde Bürgermeister in Triebes.
Vom 29. Januar 1911 bis zum 12. Februar 1919 war er Mitglied im Landtag Reuß jüngerer Linie.